# Кантер, Макс
Макс Кантер  (нем. Max Kanter; род. 22 октября 1997 в Котбусе, земля Бранденбург, Германия) — немецкий профессиональный шоссейный велогонщик, выступающий с 2019 года за команду «Team Sunweb».

## Достижения
2016
Гонка Карпатских Курьеров
3-й в Генеральной классификации
1-й в Молодёжной классификация
3-й Тур Восточной Богемии
3-й в Генеральной классификации
1-й в Молодёжной классификация
2017
 Чемпион Германии — групповая гонка U23
7-й Чемпионат мира — групповая гонка U23
7-й Париж — Тур U23
2018
 Чемпион Германии — групповая гонка U23
2-й Чемпион Германии — индивидуальная гонка U23
Олимпия Тур
Очковая классификация
2-й и 4-й этапы
1-й этап Тур де л’Авенир
2-й Тур Фландрии U23
3-й ЗЛМ Тур
3-й Ronde van Overijssel
4-й Boucles de la Mayenne
6-й Трофей Умага
8-й Гент — Вевельгем U23
2022
3-й  Гран-при Импанис–Ван Петегем
3-й  Гойксе Пейл
9-й  Классика Гамбурга
2023
9-й Классика Гамбурга
2024
2-й этап Tур Турции

### Рейтинги
| Год                 | 2016  | 2017   | 2018  | 2019   | 2020  | 2021 | 2022  | 2023  | 2024  |
| ------------------- | ----- | ------ | ----- | ------ | ----- | ---- | ----- | ----- | ----- |
| Мировой рейтинг UCI | 836-й | 916-й  | 232-й | 3060-й | 559-й | -    | 127-й | 380-й | 233-й |
| Европейский тур UCI | 536-й | 1452-й | 100-й | 1882-й | 456-й | -    | 104-й | -     | -     |
|                     |       |        |       |        |       |      |       |       |       |
| Источник: UCI       |       |        |       |        |       |      |       |       |       |